# Euphorbia megalatlantica
Euphorbia megalatlantica är en törelväxtart som beskrevs av John Ball. Euphorbia megalatlantica ingår i släktet törlar, och familjen törelväxter.
Artens utbredningsområde är Marocko. Inga underarter finns listade i Catalogue of Life.